# Lajos Boross
Dans le nom hongrois Boross Lajos, le nom de famille précède le prénom, mais cet article utilise l’ordre habituel en français Lajos Boross, où le prénom précède le nom.
Lajos Boross, né 7 janvier 1925 à Budapest, et mort dans cette ville le 8 juillet 2014 ,, est un violoniste tzigane hongrois.

## Biographie
Sous l'égide de son père Géza Boross, il étudie le violon dès l'âge de cinq ans. À 17 ans, il fonde son propre groupe pour jouer dans les cafés et restaurants de Budapest. Au début des années 1950, il dirige l’Ensemble populaire de l’état hongrois avec Imre Enki et enregistre lors de ses tournées en France.
Yehudi Menuhin, qui a eu l’occasion de jouer avec lui en 1972 au Bastion des pêcheurs, ne cachait pas son admiration pour son jeu rapide et ses portamenti[réf. nécessaire].
C'est en 1985 qu'à la mort du violoniste et chef d'orchestre tzigane Sándor Járóka, Lajos Boross a l'idée de fonder un orchestre qui deviendra les Budapest Gypsy Symphony Orchestra. 
Lors du spectacle enregistré du palais des congrès de Paris, il en est le roi des primas[réf. nécessaire]. Il s'en retire en 1998 pour raison de santé, et en est élu chef honoraire.
En 2011, il jouait encore dans les restaurants de Budapest.

### Prix et récompenses
:  Ordre du Mérite, Officier
- 2006 : prix Kossuth.
- 8 octobre 2010: il participe à un concert de gala avec les Budapest Gypsy Symphony Orchestra à Budapest.

## Discographie
- The Virtuosos of Gypsy Music (Hungaroton HCD10212)
- Spectacle du palais des congrès de Paris (EMI - 1995)
- Danses et chants folkloriques de Hongrie, directeur de l'Ensemble folklorique d'État hongrois (Philips P.10.118 R)